# Фридрих фон Врангел
Фридрих Вилхелм Ернст Граф фон Врангел е генерал-фелдмаршал в пруската армия. Известен е с името Папа Врангел.
Роден е в Шчечин (днешна Полша), област Померания. Той е най-малкият син на Фридрих Ернст фон Врангел (1720 – 1805), кралски пруски генерал-майор, командант на крепостта Колберг/Колобжег, и съпругата му София Луиза Елизабет фон Белов ан дер Х. Реец (1752 – 1805), дъщеря на Фридрих Карл Лудвиг фон Белов (1750 – 1814) и фрайин Фридерика Вилхелмина Каролина фон Щирн (1768 – 1828).
През 1796 г. на дванадесет години той влиза в пруската войска. Повишен е в длъжност втори лейтенант (1798). В реорганизацията на армията успешно става първи лейтенант и капитан. Заслужава Железния кръст във Вахау, близо до Лайпциг.
Врангел командва кавалерийска бригада през 1821 г., след 2 години е повишен в чин майор-генерал. Командва 13-а дивизия с главна квартира в Мюнстер, Вестфалия. През 1864 г., на 80-годишна възраст, командва австро-пруските войски срещу Дания в Германо-датската война. Кампанията завършва успешно за него и Германският съюз и Австрия печелят войната.

## Семейство
Фридрих Граф фон Врангел се жени на 26 декември 1810 г. в село Ясна поляна, Калининградска област, за братовчедка си Лидия Каролина Емилия фон Белов (* 23 юни 1792, Тракенен; † 11 септември 1880, Берлин). От брака си имат 3 синове:
- Густав Карл Фридрих Фрайхер фон Врангел (1812 – 1849), служител
- Карл Густав Фридрих Паул Фрайхер фон Врангел (1817 – 1847), офицер
- Фридрих Густав Карл Граф фон Врангел (1821 – 1867), офицер

## Отличия
До края на живота си Врангел е окичен с почти всички високи отличия в Кралство Прусия. По време на Освободителните войни е награден с Железен кръст, след това завоюва Pour le Mérite и Ордена на черния орел.